# Dicerca furcata
Dicerca furcata  (лат.) — вид жуков-златок. Обитают в лесах и лесостепях. Длина тела взрослых насекомых (имаго) 14—22 мм. Тело бронзовое, иногда с зелёным отблеском, реже чёрным. Развиваются на берёзе.